# العلاقات الزيمبابوية الغواتيمالية
العلاقات الزيمبابوية الغواتيمالية هي العلاقات الثنائية التي تجمع بين زيمبابوي وغواتيمالا.

## مقارنة بين البلدين
هذه مقارنة عامة ومرجعية للدولتين:
| وجه المقارنة                                              | زيمبابوي | غواتيمالا       |
| --------------------------------------------------------- | --- | --------------- |
| المساحة (كم2)                                             | 390.76 ألف | 108.89 ألف      |
| عدد السكان (نسمة)                                         | 16.53 مليون | 17.26 مليون     |
| الكثافة السكانية (ن./كم²)                                 | 42.3 | 158.51          |
| العاصمة                                                   | هراري | غواتيمالا       |
| اللغة الرسمية                                             | لغة إنجليزية، اللغة الشونا، النديبيلية الشمالية ‏، لغة الشيشيوا، Barwe ‏، Kalanga language ‏، Tshwa language ‏، النداو ‏، اللغة التسونجا، لغة الإشارة الزيمبابوية ‏، اللغة السوتية، تونغا ‏، اللغة التسوانية، اللغة الفيندية، اللغة الكوسية | اللغة الإسبانية |
| العملة                                                    | دولار أمريكي | كتزال غواتيمالي |
| الناتج المحلي الإجمالي (بليون دولار)                      | 17.85 مليار | 75.62 مليار     |
| الناتج المحلي الإجمالي (تعادل القوة الشرائية) بليون دولار | 27.88 مليار | 126.21 مليار    |
| الناتج المحلي الإجمالي الاسمي للفرد دولار أمريكي          | 924 | 3.90 ألف        |
| الناتج المحلي الإجمالي للفرد دولار أمريكي                 | 1.79 ألف | 7.45 ألف        |
| مؤشر التنمية البشرية                                      | 0.509 | 0.627           |
| رمز المكالمات الدولي                                      | +263 | +502            |
| رمز الإنترنت                                              | .zw | .gt             |
| المنطقة الزمنية                                           | ت ع م+02:00 | 00              |

## منظمات دولية مشتركة
يشترك البلدان في عضوية مجموعة من المنظمات الدولية، منها:
| علم المنظمة | اسم المنظمة                               | تاريخ انضمام زيمبابوي | تاريخ انضمام غواتيمالا |
| ----------- | ----------------------------------------- | --------------------- | ---------------------- |
|             | مؤسسة التنمية الدولية                     | 29 سبتمبر 1980        | 27 أبريل 1961          |
|             | الأمم المتحدة                             | 25 أغسطس 1980         | 21 نوفمبر 1945         |
|             | منظمة التجارة العالمية                    | ?                     | ?                      |
|             | منظمة الشرطة الجنائية الدولية             | ?                     | ?                      |
|             | المركز الدولي لتسوية المنازعات الاستشارية | 19 يونيو 1994         | 20 فبراير 2003         |
|             | الاتحاد الدولي للاتصالات                  | 10 فبراير 1981        | 10 يوليو 1914          |
|             | البنك الدولي للإنشاء والتعمير             | 29 سبتمبر 1980        | 28 ديسمبر 1945         |
|             | الاتحاد البريدي العالمي                   | ?                     | ?                      |
|             | منظمة حظر الأسلحة الكيميائية              | ?                     | ?                      |
|             | مؤسسة التمويل الدولية                     | 29 سبتمبر 1980        | 20 يوليو 1956          |
|             | وكالة ضمان الاستثمار متعدد الأطراف        | 10 أبريل 1992         | 11 يوليو 1996          |
|             | يونسكو                                    | 22 سبتمبر 1980        | 2 يناير 1950           |

## وصلات خارجية
- موقع وزارة الخارجية الزيمبابوية
- موقع وزارة الخارجية الغواتيمالية